# Bryant (Arkansas)
Pour les articles homonymes, voir Bryant.
Bryant est une ville américaine située dans le comté de Saline, dans l’Arkansas. Lors du recensement de 2010, sa population s’élevait à 16 688 habitants.

## Démographie
| 1900 | 1910 | 1920 | 1930 | 1940 | 1950 |
| ---- | ---- | ---- | ---- | ---- | ---- |
| 113  | 91   | 132  | 162  | 173  | 387  |

| 1960 | 1970  | 1980  | 1990  | 2000  | 2010   |
| ---- | ----- | ----- | ----- | ----- | ------ |
| 737  | 1 199 | 2 682 | 5 269 | 9 764 | 16 688 |

## Source
- (en) Cet article est partiellement ou en totalité issu de l’article de Wikipédia en anglais intitulé « Bryant, Arkansas » (voir la liste des auteurs).